# Campeonato Africano de Atletismo de 2024 - 1500 m masculino
A prova dos 1500 metros masculino do Campeonato Africano de Atletismo de 2024 foi disputada nos dias 25 e 26 de junho, no Estádio de Japoma, em Duala, nos Camarões.

## Recordes
Antes desta competição, os recordes mundiais e do campeonato nesta prova eram os seguintes:
|                       | Nome               | Nacionalidade | Tempo     | Local | Data                |
| --------------------- | ------------------ | ------------- | --------- | ----- | ------------------- |
| Recorde mundial       | Hicham El Guerrouj | Marrocos      | 3m 26s 00 | Roma  | 14 de julho de 1998 |
| Recorde do campeonato | Elijah Manangoi    | Quênia        | 3m 35s 20 | Asaba | 5 de junho de 2018  |
| Recorde africano      | Hicham El Guerrouj | Marrocos      | 3m 26s 00 | Roma  | 14 de julho de 1998 |

Os seguintes recordes foram estabelecidos durante esta competição:
| Data        | Evento | Atleta      | Nacionalidade | Tempo     | Notas                 |
| ----------- | ------ | ----------- | ------------- | --------- | --------------------- |
| 26 de junho | Final  | Brian Komen | Quênia        | 3m 33s 95 | Recorde do campeonato |

## Medalhistas
| Ouro              | Prata                   | Bronze              |
| Brian Komen (KEN) | Ayanleh Abdillahi (DJI) | Boaz Kiprugut (KEN) |

## Cronograma
Todos os horários são locais (UTC+1).
| Data        | Hora  | Evento  |
| ----------- | ----- | ------- |
| 25 de junho | 17:10 | Bateria |
| 26 de junho | 17:40 | Final   |

## Resultados

### Bateria
Qualificação: 4 atletas de cada bateria (Q) mais os 4 melhores qualificados (q).
| Posição | Bateria | Atleta              | Nacionalidade             | Tempo   | Notas |
| ------- | ------- | ------------------- | ------------------------- | ------- | ----- |
| 1       | 2       | Ayanleh Abdillahi   | Djibuti                   | 3:44.00 | Q     |
| 2       | 2       | Brian Komen         | Quênia                    | 3:44.20 | Q     |
| 3       | 2       | Abraham Guem        | Sudão do Sul              | 3:44.48 | Q     |
| 4       | 2       | Jerry Motsau        | África do Sul             | 3:45.36 | Q     |
| 5       | 2       | Ali Idow Hassan     | Somália                   | 3:46.08 | q     |
| 6       | 2       | Nicholas Kiplangat  | Quênia                    | 3:46.21 | q     |
| 7       | 1       | Waberi Houssein     | Djibuti                   | 3:47.46 | Q     |
| 8       | 1       | Tom Dradriga        | Uganda                    | 3:47.64 | Q     |
| 9       | 1       | Boaz Kiprugut       | Quênia                    | 3:47.70 | Q     |
| 10      | 1       | Ahmed Daher         | Djibuti                   | 3:47.88 | Q     |
| 11      | 1       | Luan Munnik         | África do Sul             | 3:48.16 | q     |
| 12      | 1       | Mohamed Ali Hassan  | Somália                   | 3:48.32 | q     |
| 13      | 1       | Samuel Buche        | Etiópia                   | 3:48.58 |       |
| 14      | 1       | Yafet Misghina      | Eritreia                  | 3:49.25 |       |
| 15      | 2       | Ronald Musagala     | Uganda                    | 3:49.34 |       |
| 16      | 1       | Mosisa Siyoum       | Etiópia                   | 3:50.62 |       |
| 17      | 1       | Makman Yoagbati     | Togo                      | 3:54.52 |       |
| 18      | 1       | Artur Fortes Silva  | Cabo Verde                | 4:02.24 |       |
| 19      | 2       | Sylvain Azonhin     | Benim                     | 4:04.08 |       |
| 20      | 2       | Jacques Brulet Doua | Camarões                  | 4:07.33 |       |
| 21      | 1       | Onessime Rondouba   | Chade                     | 4:07.88 |       |
| 22      | 1       | Yves Niyongabo      | Burundi                   | DNS     |       |
| 23      | 2       | Eric Nzikwinkunda   | Burundi                   | DNS     |       |
| 24      | 2       | Francky Mbotto      | República Centro-Africana | DNS     |       |
| 25      | 2       | Ngarnai Medad       | Chade                     | DNS     |       |
| 26      | 2       | Yobiel Welderufael  | Eritreia                  | DNS     |       |
| 27      | 1       | Samuel Woge         | Etiópia                   | DNS     |       |
| 28      | 2       | Hicham Akankam      | Nigéria                   | DNS     |       |
| 29      | 1       | Samo Hamid          | Nigéria                   | DNS     |       |

### Final
A final ocorreu dia 26 de junho às 17:40.
| Posição           | Atleta             | Nacionalidade | Tempo   | Notas                 |
| ----------------- | ------------------ | ------------- | ------- | --------------------- |
| Medalha de ouro   | Brian Komen        | Quênia        | 3:33.95 | Recorde do campeonato |
| Medalha de prata  | Ayanleh Abdillahi  | Djibuti       | 3:36.24 |                       |
| Medalha de bronze | Boaz Kiprugut      | Quênia        | 3:37.25 |                       |
| 4                 | Abraham Guem       | Sudão do Sul  | 3:39.28 |                       |
| 5                 | Luan Munnik        | África do Sul | 3:41.28 |                       |
| 6                 | Ali Idow Hassan    | Somália       | 3:42.57 |                       |
| 7                 | Tom Dradriga       | Uganda        | 3:44.11 |                       |
| 8                 | Ahmed Daher        | Djibuti       | 3:45.04 |                       |
| 9                 | Waberi Houssein    | Djibuti       | DNF     |                       |
| 10                | Nicholas Kiplangat | Quênia        | DNS     |                       |
| 11                | Mohamed Ali Hassan | Somália       | DNS     |                       |
| 12                | Jerry Motsau       | África do Sul | DNS     |                       |

Legenda
| Recorde mundial       | Recorde mundial (World record)               |                       | Recorde africano                      | Recorde africano (African) |                                           | Q | Classificado por posição (Qualified) |
| Recorde do campeonato | Recorde do campeonato (Championship record)  | Recorde da América    | Recorde da América (Americas)         | q                          | Classificado por melhor tempo (Qualified) |   |                                      |
| Melhor marca do ano   | Melhor marca do ano (World leading)          | Recorde asiático      | Recorde asiático (Asian)              | DNS                        | Não largou (Did not start)                |   |                                      |
| Recorde nacional      | Recorde nacional (National record)           | Recorde europeu       | Recorde europeu (European)            | DNF                        | Não terminou (Did not finish)             |   |                                      |
| Recorde pessoal       | Recorde pessoal do atleta (Personal best)    | Recorde da Oceania    | Recorde da Oceania (Oceania)          | DSQ / DQ                   | Desclassificado (Disqualified)            |   |                                      |
| Recorde da temporada  | Recorde da temporada do atleta (Season best) | Recorde sul-americano | Recorde sul-americano (South America) | NM                         | Sem marca (No mark)                       |   |                                      |